# Dermatiscum fallax
Dermatiscum fallax är en lavart som beskrevs av Brusse. Dermatiscum fallax ingår i släktet Dermatiscum och familjen Physciaceae.   Inga underarter finns listade i Catalogue of Life.